# Anacardinezuur

Algemene structuurformule van anacardinezuren

Anacardinezuur C15:3, met een drievoudig onverzadigde keten van 15 koolstofatomen

Anacardinezuur of anacardiumzuur is de organische verbinding 6-pentadecylsalicylzuur en een aantal structureel nauw verwante stoffen. Ze komen vooral voor in de schillen van de cashewnoot, de vrucht van de plant Anacardium occidentale. De vloeistof die bekomen wordt door solventextractie van deze schillen staat bekend als Cashew Nut Shell Liquid (CNSL) en bevat 60 tot 65% anacardinezuren, naast cardol en cardanol als voornaamste bestanddelen.

## Structuur
Een anacardinezuur is een fenolzuur met een van salicylzuur afgeleide basisstructuur. De zijketen R stelt een lange alifatische keten voor met 15 tot 17 koolstofatomen. De keten kan verzadigd dan wel mono- of meervoudig onverzadigd zijn. Men kan een anacardinezuur dus aanduiden als een 6-alkylsalicylzuur of een 2-hydroxy-6-alkylbenzoëzuur.

## Eigenschappen
Anacardinezuur en derivaten daarvan met 1, 2 of 3 onverzadigde verbindingen in de zijketen zijn biologisch actief. In het bijzonder vertonen zij een antibiotische activiteit tegen Meticilline-resistente Staphylococcus aureus. De onverzadigde anacardinezuren blijken ook een matige cytotoxiciteit te hebben tegenover een aantal kankercellen, waaronder borstkankercellen. Er is dan ook veel onderzoek gedaan naar synthetische derivaten van anacardinezuur die een nog hogere activiteit hebben.
Het extract van cashewnoten, en anacardinezuur op zichzelf, blijkt ook een anti-diabetische activiteit te bezitten. Bij in vitrostudies met spiercellen stimuleerde de stof de opname van glucose.
De decarboxylering door verhitting van anacardinezuur of van CSNL zet anacardinezuur om in cardanol.